# Giovanni Conti (cardinal)
Pour les articles homonymes, voir Giovanni Conti.
Giovanni Conti (Rome, en 1414 - Rome, 20 octobre 1493) fut un cardinal de l'Église catholique. Il est de la famille des papes Innocent III, Grégoire IX, Alexandre IV et  Innocent XIII et est un neveu du cardinal Lucido Conti (1411) et l'oncle du cardinal Francesco Conti. (1517). Autres cardinaux de la famille Conti sont Giovanni dei conti di Segni (1200), Ottaviano dei conti di Segni (1205), Carlo Conti (1604), Giannicolò Conti (1664) et Bernardo Maria Conti, O.S.B.Cas. (1721).

## Biographie
Giovanni Conti est élu archevêque de Conza en 1455 et cède le poste au profit de son neveu Niccolò en 1484.
Le pape Sixte IV le crée cardinal lors du consistoire du 15 novembre 1483. Le cardinal Conti participe au conclave de 1484, lors duquel Innocent VIII est élu, et au conclave de 1492 (élection d'Alexandre VI).